# Strażnica WOP Krzanowice
Strażnica Wojsk Ochrony Pogranicza Kranowitz/Krzanowice – zlikwidowany podstawowy pododdział Wojsk Ochrony Pogranicza pełniący służbę graniczną na granicy polsko-czechosłowackiej.

Strażnica Straży Granicznej w Krzanowicach – zlikwidowana graniczna jednostka organizacyjna Straży Granicznej realizująca zadania bezpośrednio w ochronie granicy państwowej z Czechosłowacją/Republiką Czeską.

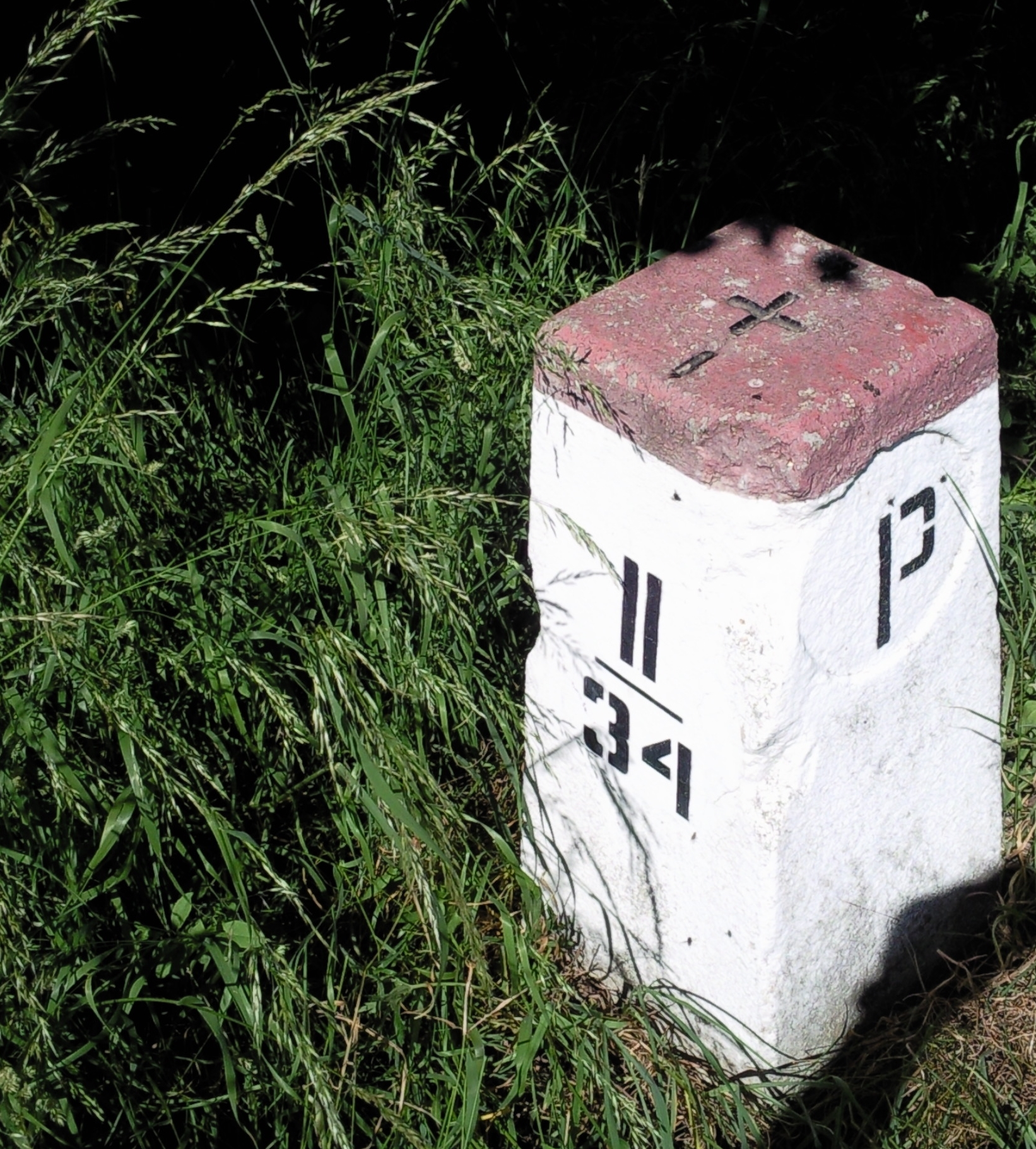
Granica polsko-czeska, znak gran. nr II/34, Krzanowice (czerwiec 2017)

## Formowanie i zmiany organizacyjne
Strażnica została sformowana w 1945 w strukturze 46 komendy odcinka Racibórz jako 212 strażnica (Kranowitz)o stanie 56 żołnierzy. Kierownictwo strażnicy stanowili: komendant strażnicy, zastępca komendanta do spraw polityczno-wychowawczych i zastępca do spraw zwiadu. Strażnica składała się z dwóch drużyn strzeleckich, drużyny fizylierów, drużyny łączności i gospodarczej. Etat przewidywał także instruktora do tresury psów służbowych oraz instruktora sanitarnego.
W związku z reorganizacją oddziałów WOP, 24 kwietnia 1948 212 strażnica OP Krzanowice została włączona w struktury 67 batalionu Ochrony Pogranicza, a 1 stycznia 1951 43 batalionu WOP w Raciborzu.
15 marca 1954 wprowadzono nową numerację strażnic, a strażnica WOP Krzanowice otrzymała nr 220 w skali kraju.
W 1956 rozpoczęto numerowanie strażnic na poziomie brygady. Strażnica I kategorii Krzanowice była 10 w 4 Brygadzie Wojsk Ochrony Pogranicza.
1 stycznia 1960 była jako 16 strażnica WOP III kategorii Krzanowice. 1 stycznia 1964 była jako 17 strażnica WOP lądowa III kategorii Krzanowice.
W 1976, w związku z przejściem na dwuszczeblowy system dowodzenia, strażnicę podporządkowano bezpośrednio pod sztab Górnośląskiej Brygady WOP w Gliwicach

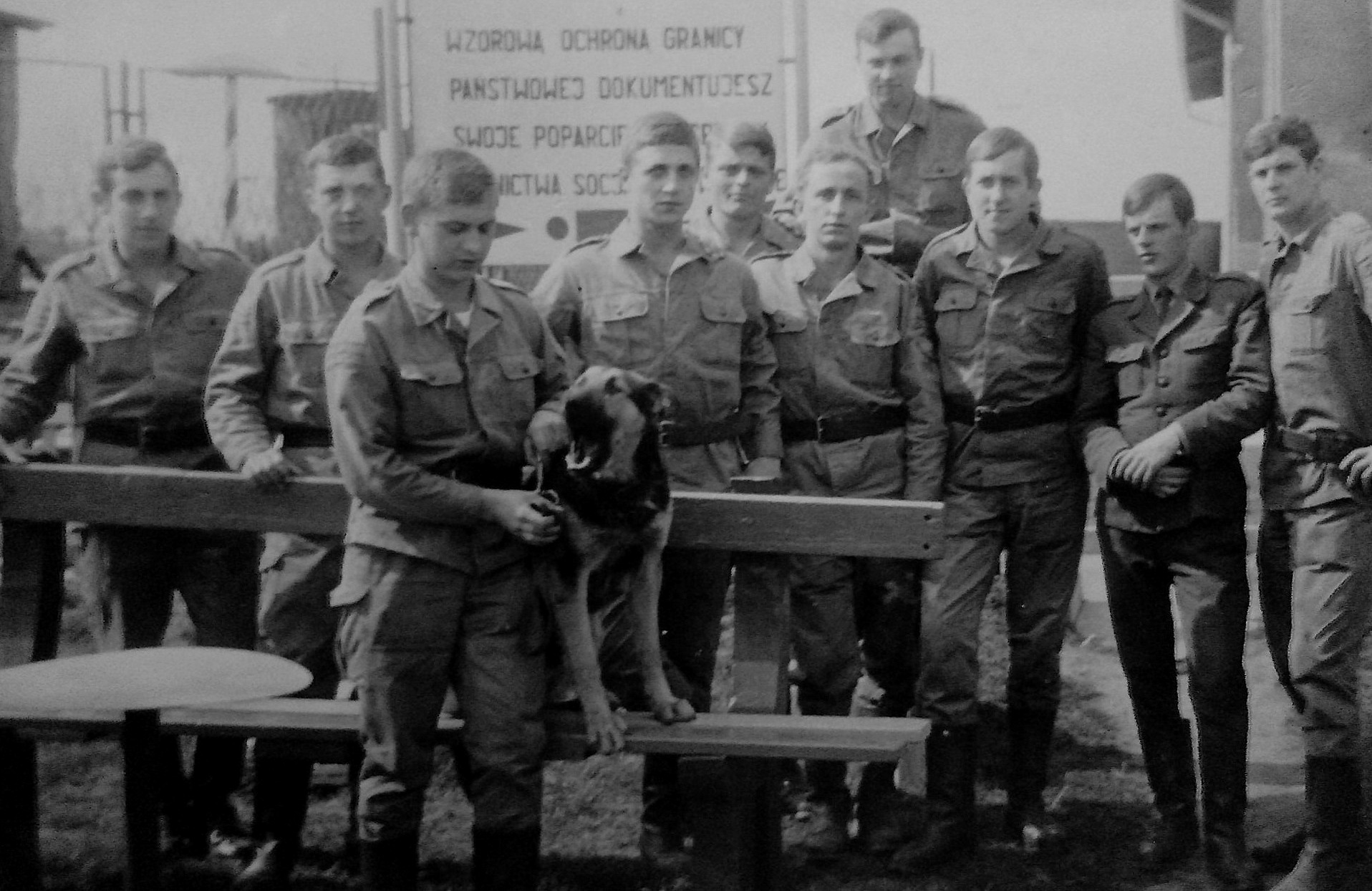
Żołnierze WOP z psem (1971)

13 grudnia 1981 po wprowadzeniu stanu wojennego na terytorium kraju, dowódca GB WOP wewnętrznym rozkazem w miejscu stacjonowania poszczególnych batalionów, utworzył tzw. „wysunięte stanowiska dowodzenia” (zalążek przyszłych batalionów granicznych), którym podporządkował strażnice znajdujące się na odcinkach dawnych batalionów granicznych. Brygada wykonywała zadania ochrony granicy i bezpieczeństwa państwa wynikające z dekretu o wprowadzeniu stanu wojennego.
W 2. połowie 1984 strażnicę WOP Krzanowice włączono w struktury utworzonego batalionu granicznego WOP im. Bohaterów Powstań Śląskich w Raciborzu, jako strażnica WOP lądowa rozwinięta kat. I w Krzanowicach. 
Zarządzeniem Dowódcy Wojsk Ochrony Pogranicza nr 068/Org. z 12 marca 1990, 16 kwietnia 1990 rozformowano 43 batalion WOP w Raciborzu i strażnicę podporządkowano bezpośrednio pod sztab Górnośląskiej Brygady WOP w Gliwicach już jako Strażnica WOP Lądowa kadrowa kat. I w Krzanowicach (na czas „P” kadrowa). Żołnierze służby zasadniczej WOP z ostatnich poborów nadal pełnili służbę w strażnicy. Tak funkcjonowała do 15 maja 1991.
Straż Graniczna:
16 maja 1991 po rozwiązaniu Wojsk Ochrony Pogranicza, strażnica w Krzanowicach została przejęta przez Śląski Oddział Straży Granicznej w Raciborzu (ŚlOSG) i przyjęła nazwę Strażnica Straży Granicznej w Krzanowicach.
W 2000 rozpoczęła się reorganizacja struktur Straży Granicznej związana z przygotowaniem Polski do wstąpienia, do Unii Europejskiej i przystąpieniem do Traktatu z Schengen. Podczas restrukturyzacji wprowadzono kompleksową ochronę granicy już na najniższym szczeblu organizacyjnym tj. strażnica i graniczna placówka kontrolna. Wprowadzona całościowa ochrona granicy zniosła podział na graniczne jednostki organizacyjne ochraniające tylko tzw. „zieloną granicę” i prowadzące tylko kontrole ruchu granicznego. W wyniku tego, 2 stycznia 2003 nastąpiło zniesie strażnicy SG w Krzanowicach. Ochraniany przez strażnicę odcinek granicy, przejęła Graniczna Placówka Kontrolna Straży Granicznej w Pietraszynie, a obiekt został przekazany gminie Krzanowice.

## Ochrona granicy
W październiku 1945 w ramach tworzących się Wojsk Ochrony Pogranicza na odcinku strażnicy został utworzony Przejściowy Punkt Kontrolny Krzanowice – kolejowy III kategorii (został zlikwidowany po 1948), którego załoga wykonywała kontrolę graniczną osób, towarów oraz środków transportu:
- Krzanowice-Chuchelná (kolejowe).

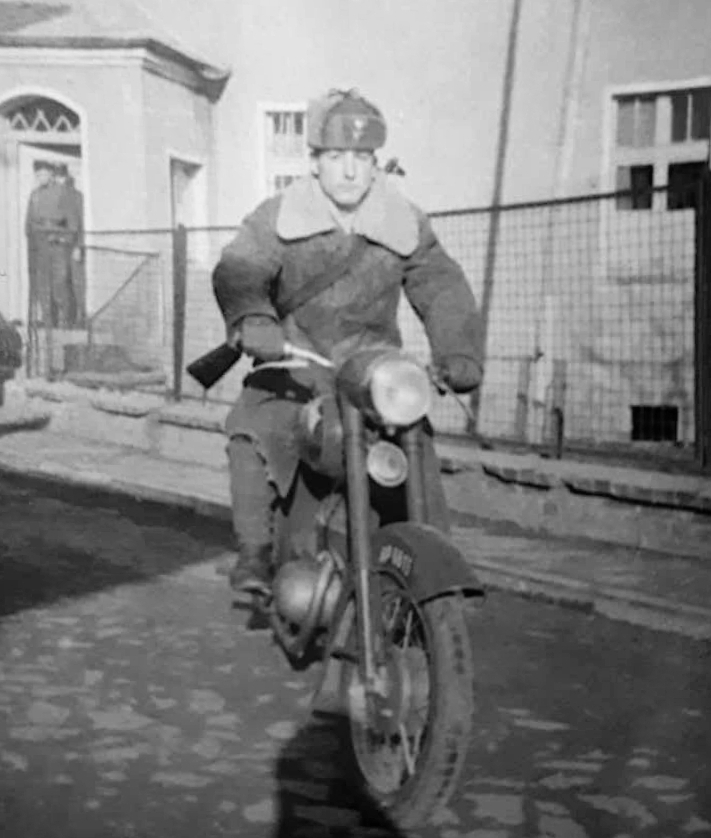
Żołnierz WOP na motocyklu Jawa (1961)

1 stycznia 1964 na ochranianym odcinku przez strażnicę funkcjonowały przejścia graniczne małego ruchu granicznego (mrg) w których kontrolę graniczną i celną osób, towarów oraz środków transportu wykonywała załoga strażnicy:
- Krzanowice-Chuchelná
- Krzanowice-Strahovice
- Krzanowice-Rohov
- Pietraszyn-Sudice
- Borucin-Chuchelná.

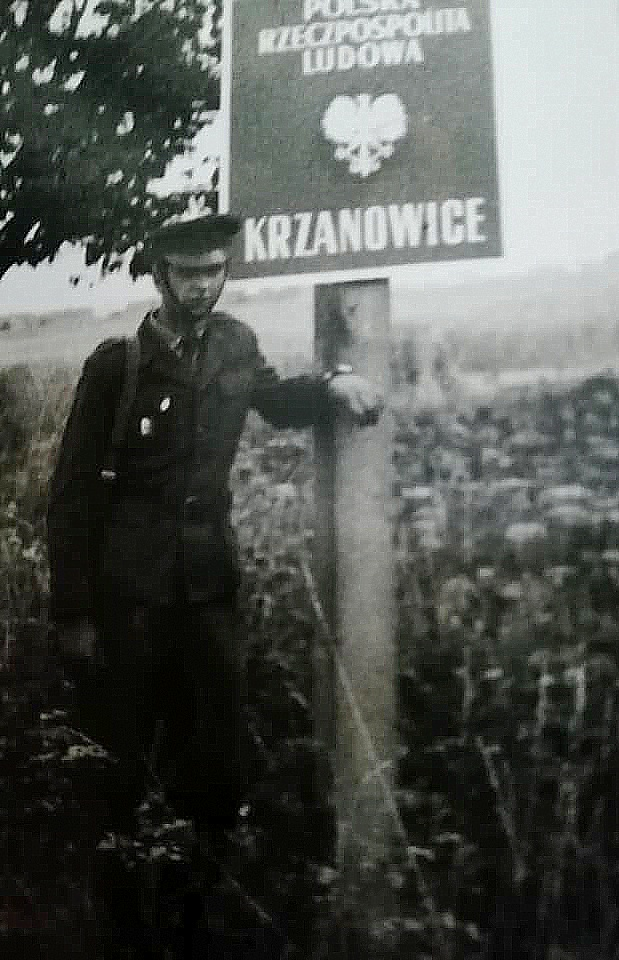
Element służby granicznej na przejściu granicznym Krzanowice-Strahovice (1970)

W okresie 1986–15 maja 1991 Strażnica WOP Lądowa rozwinięta kat. I w Krzanowicach, potem Strażnica WOP Lądowa kadrowa kat. I w Krzanowicach, ochraniała odcinek granicy państwowej:
- Włącznie znak graniczny nr IV/22, wyłącznie znak gran. nr IV/43.
- W okresie zimowym pas śnieżny sprawdzany był minimum: na głównym kierunku dwukrotnie, na pozostałym raz w ciągu doby.
- Współdziałała w zabezpieczeniu granicy państwowej z:
  - Strażnice WOP w: Chałupkach i Kietrzu
  - Sekcją Zwiadu WOP w Raciborzu
- W ochronie granicy dowódcy strażnicy ściśle współpracował ze swoimi odpowiednikami tj. naczelnikami placówek OSH (Ochrana Statnich Hranic) CSRS.

Straż Graniczna:
W okresie 16 maja 1991–1 stycznia 2003 Strażnica SG w Krzanowicach ochraniała odcinek granicy państwowej o długości 21400 m:
- Włącznie znak gran. nr II/22, wyłącznie znak gran. nr II/43.
- Komendant strażnicy współdziałał w zabezpieczeniu granicy państwowej z placówkami po stronie czeskiej cizinecké policie RCPP.

W październiku 1994, na odcinku strażnicy zostało uruchomione drogowe przejście graniczne, w którym kontrolę graniczną osór, towarów i środków transportu wykonywała nowo utworzona Graniczna Placówka Kontrolna Straży Granicznej w Pietraszynie:
- Pietraszyn-Sudice.

19 lutego 1996 na odcinku strażnicy zostały uruchomione przejścia mrg, w których kontrolę graniczną i celną osób, towarów oraz środków transportu wykonywała załoga strażnicy:
- Tworków-Hať
- Bolesław-Píšť
- Owsiszcze-Píšť
- Krzanowice-Chuchelná
- Krzanowice-Strahovice
- Borucin-Chuchelná.

## Wydarzenia
- 1956 – koniec czerwca, początek lipca w okresie tzw. „Wypadków poznańskich”, przy linii granicznej i w strefie działania, odnajdywano pakunki zawierające ulotki z tzw. „bibułą”, przytwierdzone do balonów leżących na ziemi[11]. W związku z masowością zjawiska, żołnierze otrzymali zezwolenie na użycie broni, celem zestrzelenia nisko przelatujących balonów (nawet jeśli znajdowały się na terytorium czechosłowackim, ale w zasięgu ognia – to samo czynili pogranicznicy czechosłowaccy)[12].
- 1972 – kwiecień, doszło do dezercji i ucieczki z bronią służbową przez granicę państwową do Czechosłowacji z zamiarem ucieczki do krajów Europy Zachodniej, żołnierza strażnicy WOP Krzanowice Lechosław Lewańczyk[i]. Do ucieczki doszło w rejonie miejscowości Owsiszcze podczas pełnienia służby granicznej jako młodszy elementu. Został zatrzymany przez służby czechosłowackie w rejonie miejscowości Dolní Benešov około 12 km od granicy państwowej z Polską, a następnie przekazany stronie polskiej na przejściu granicznym Pietraszyn-Sudice. Wojskowy Sąd Garnizonowy w Gliwicach 15 listopada 1972 skazał Lechosława Lewańczyka na 5 lat więzienia. Przed sądem ww. zeznał, że zdecydował się na dezercję i ucieczkę z powodów osobistych i dlatego, że był gnębiony przez kolegów ze strażnicy WOP[13].
- 1976 – wycofano ostatecznie z granicy rowery, zastępując je motocyklami małolitrażowymi; WSK-175 dla kadry i WSK-125 dla żołnierzy służby zasadniczej (5–13 motocykli w zależności od obsady i na jakiej granicy). Wyposażone w łączność radiową motocykle stały się podstawowym środkiem transportu w służbie patrolowej i rozpoznawczej[14].
- 13 grudnia 1981–22 lipca 1983 – (stan wojenny w Polsce), normę służby granicznej dla żołnierzy podwyższono z 8 do 12 godzin na dobę. Ścisłą kontrolą objęto całą strefę nadgraniczną. W stan gotowości były postawione pododdziały odwodowe[15][16].

Straż Graniczna:
- 1993 – strażnica otrzymała na wyposażenie samochód osobowo-terenowy Land Rover Defender I 110 w zamian za UAZ 469 i motocykle Honda xl 125s w zamian za WSK 125.

## Strażnice sąsiednie
- 211 strażnica WOP Owschütz ⇔ 213 strażnica WOP Katscher – 1946
- 211 strażnica OP Owsiszcze ⇔ 213 strażnica OP Kietrz – 1949
- 219 strażnica WOP Owsiszcze ⇔ 221 strażnica WOP Kietrz – 15.03.1954
- 9 strażnica WOP Owsiszcze I kat. ⇔ 11 strażnica WOP Kietrz II kat. – 1956
- 17 strażnica WOP Owsiszcze III kat. ⇔ 15 strażnica WOP Kietrz IV kat. – 1.01.1960
- 18 strażnica WOP Owsiszcze lądowa III kat. ⇔ 16 strażnica WOP Kietrz lądowa IV kat. – 1.01.1964
- Strażnica WOP Owsiszcze ⇔ Strażnica WOP Kietrz – do 1976
- Strażnica WOP Lądowa rozwinięta kat. I w Chałupkach ⇔ Strażnica WOP Lądowa rozwinięta kat. II w Kietrzu – 1984–16.04.1990
- Strażnica WOP Lądowa kadrowa kat. I w Chałupkach ⇔ Strażnica WOP Lądowa kadrowa kat. II w Kietrzu – 17.04.1990–15.05.1991

Straż Graniczna:
- Strażnica SG w Chałupkach ⇔ Strażnica SG w Kietrzu – 16.05.1991–1.01.2003.

## Komendanci/dowódcy strażnicy

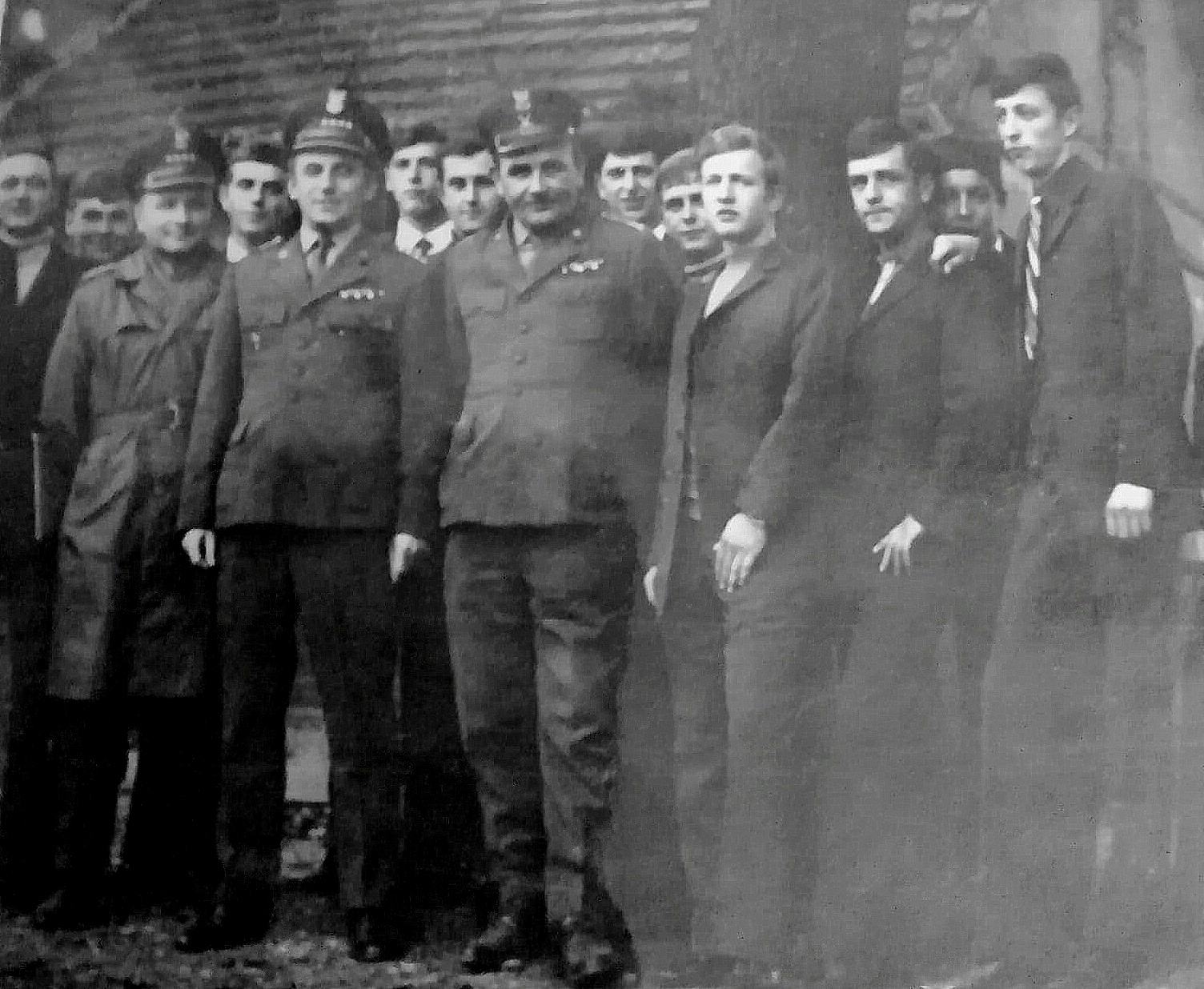
D-ca strażnicy kpt. Jan Toma (był w 1970–był w 1987) i kadra z żołnierzami odchodzącymi do cywila (1971)

- ppor. Mieczysław Adamczyk (był w 1952)
- por. Tadeusz Cerazy (15.03.1953–14.12.1954)[17]
- kpt./mjr Jan Toma[18] (był w 1970–był w 1987)[j]
- ppor./por. Andrzej Kamiński (był 1.04.1991[21])[k]

Komendant strażnicy SG:
- ppor. SG/mjr SG Krzysztof Zabrzewski (2.04.1991–1.01.2003) – do rozformowania[l].